# Commission Augustine
Pour les articles homonymes, voir HSF et Augustine.

Logo officiel de la commission.

La commission Augustine (appellation officieuse) est le comité d'audit du programme spatial habité américain (Review of United States Human Space Flight Plans Committee ou HSF Committee) créé le 7 mai 2009 par l'administration du président américain Obama pour examiner les conséquences du retrait de la navette spatiale américaine sur le programme de la Station spatiale internationale et effectuer une revue du programme Constellation, confronté à la fois à des problèmes budgétaires et de planification.
Le comité rend son rapport le 9 octobre 2009. Selon celui-ci, la NASA devrait disposer d'un budget de 3 milliards $ supplémentaires pour pouvoir atteindre les objectifs fixés au programme Constellation. Le comité recommande la prolongation jusqu'à 2020 de la durée de vie de la Station spatiale internationale pour rentabiliser l'investissement effectué. Le lanceur Ares I, disponible trop tardivement, est jugé de peu d'intérêt. Le comité estime que la NASA doit s'appuyer de manière plus importante sur les opérateurs privés pour tout ce qui relève de l'orbite basse — lanceur, vaisseau cargo et capsule habitée — et se concentrer sur les objectifs situés au-delà de l'orbite basse. Le comité suggère de prolonger l'utilisation de la navette spatiale au-delà de 2010. En matière d'objectifs, le rapport confirme l'intérêt de l'exploration de Mars en tant que but du programme spatial habité, mais approuve la nécessité d'une étape qui pourrait être l'exploration de la Lune ou des destinations intermédiaires comme les points de Lagrange, les lunes de Mars, le survol d'un objet géocroiseur (flexible path). Enfin, le comité suggère des améliorations l'organisation de la NASA.

## Composition
La commission tire son appellation du nom de son responsable, Norman Augustine, ancien dirigeant de Lockheed Martin. Celui-ci a déjà été à la tête en 1990 d'une commission chargée de proposer une stratégie à long terme de la NASA (l'Advisory Committee on the Future of the United States Space Program). La commission est composée de dix membres ayant tous une connaissance professionnelle du domaine de l'astronautique, dont deux astronautes (Leroy Chiao et Sally Ride), quatre dirigeants ou anciens dirigeants d'entreprises (dont Jeff Greason (en) cofondateur de XCOR Aerospace) et plusieurs consultants (chercheurs, enseignants...) de haut niveau jouant un rôle important dans les instances de la politique spatiale américaine.

## Objectifs assignés à la commission
L'objectif assigné à la commission est de passer en revue le programme spatial habité américain actuel et d'étudier les alternatives de manière à définir une trajectoire optimisée du point de vue de la sécurité, de l'apport en innovation tout en respectant les contraintes budgétaires (99 milliards $ alloués au vol spatial habité pour les dix années à venir) et de planification (retrait de la navette spatiale en 2010). La commission a toutefois obtenu la latitude de proposer des scénarios supplémentaires qui ne satisfont pas ces contraintes. La commission doit identifier et définir les scénarios permettant de réaliser les vols habités après le retrait de la navette spatiale pour en particulier desservir la station spatiale internationale, réaliser les missions habitées vers la Lune et les autres destinations au-delà de l'orbite basse, stimuler l'offre dans le domaine du vol spatial habité commercial. La commission doit également identifier les recherches, développements et activités robotiques complémentaires nécessaires pour rendre le vol spatial plus productif et moins coûteux sur le long terme ainsi que les possibilités de coopération internationale. Le scénario d'une prolongation de la station spatiale internationale au-delà de 2016 doit être étudié.

## Fonctionnement
La commission a mis en place 4 sous-groupes de travail :
- Intégration internationale et inter-agences.
- Station spatiale internationale et navette spatiale.
- Accès à l'orbite terrestre basse.
- Exploration au-delà de l'orbite basse.

La commission a procédé à l'entrevue d'une centaine de personnes impliquées dans le programme spatial.

## Rapport final
La commission Augustine a rendu son rapport final en octobre 2009. Ses conclusions sont les suivantes.

### Objectifs et destinations des vols habités[4]
Mars est le but du programme spatial habité dans le système solaire car ses caractéristiques sont les plus proches de celles de la Terre et permettent d'envisager une installation permanente en utilisant les ressources in situ. Son histoire passée est suffisamment proche de celle de la Terre pour que l'étude de cette planète présente un grand intérêt scientifique. Cette étude sera bien plus efficace si elle est menée par des explorateurs humains. 
La Lune est une première destination viable pour les missions au-delà de l'orbite basse terrestre : cet objectif permet la mise au point de techniques nécessaires aux opérations à la surface d'un autre corps céleste. En cas d'urgence, le faible éloignement de la Lune permet à un équipage de rejoindre relativement rapidement la Terre.
Des destinations intermédiaires reconfigurables (flexible path) - orbite lunaire, points de Lagrange, survol d'un objet géocroiseur, survol de Mars, orbite martienne ou des lunes martiennes - associées à des explorations robotisées de la surface de la Lune et de Mars peuvent constituer une série d'objectifs intéressants et viables. Leur éloignement croissant permet une mise au point progressive des opérations nécessaires à l'exploration de Mars. De plus, ces destinations présentent par elles-mêmes un intérêt scientifique important.

### Navette spatiale américaine[5]
Les vols restants de la navette spatiale doivent être menés en privilégiant la prudence et la sécurité des équipages. Il est probable que les vols devront être prolongés jusqu'au deuxième trimestre 2011 et il faut augmenter en conséquence le budget alloué à la navette car actuellement seuls des vols jusqu'à fin 2010 sont budgétés.
Il est probable que les États-Unis ne disposeront pas de vaisseaux permettant de placer en orbite des astronautes durant sept ans. Le seul moyen de réduire ce délai de manière significative est de prolonger l'utilisation de la navette spatiale. Si l'utilisation de la navette spatiale est prolongée au-delà de 2011, un comité indépendant devra s'assurer que la navette réponde aux recommandations du comité chargé d'enquêter sur l'accident de la navette Columbia.
Une grande partie des coûts d'infrastructure liés aux vols habités est aujourd'hui imputée sur le budget de la navette spatiale. L'arrêt de la navette spatiale n'entraînera pas les économies escomptées car ces coûts subsisteront et devront être alors imputés au reste du programme spatial habité.

### Station spatiale internationale[6]
Le retour sur l'investissement effectué par les États-Unis et ses partenaires dans la station spatiale sera augmenté sensiblement si la durée de vie de celle-ci est prolongée. Il sera difficile pour les États-Unis de convaincre des partenaires de participer à des programmes similaires dans le futur si le programme est arrêté en 2016.
Si la durée de vie de la station est prolongée, un programme de recherche plus vigoureux doit être mené dans le domaine de la technologie, de la biologie et de la science fondamentale pour bénéficier d'un retour sur investissement plus important et mieux préparer les vols au-delà de l'orbite basse. Des fonds supplémentaires doivent être alloués pour remplir cet objectif.
La mise au point de vaisseaux cargo par des acteurs privés constitue un développement positif. Des incitations financières supplémentaires doivent leur être alloués par la NASA pour que le calendrier de développement puisse être respecté.
Une structure de direction de la station spatiale indépendante de la NASA devrait être mise en place pour accroître les bénéfices de son utilisation prolongée. Celle-ci intégrerait, à côté des opérateurs de la NASA, des représentants du monde de la recherche, de la technologie et les utilisateurs commerciaux.

### ProgrammeConstellation[7]
Le comité estime préoccupant le coût de production du vaisseau Orion par ailleurs soumis à de fortes contraintes (masse, coût de développement).
Le lanceur Ares I rencontre des problèmes techniques qui devraient pouvoir être résolus mais sa mise au point tardive diminue fortement son intérêt.

### Lanceurs pour l'orbite basse et au-delà[8]
Différents types de lanceurs ont été passés en revue - Ares, EELV, véhicule dérivé de la navette spatiale - et tous présentent des avantages et des inconvénients.
La possibilité de refaire le plein en orbite peut présenter un avantage important pour les vols au-delà de l'orbite terrestre basse. Cette technologie n'est toutefois pas encore au point. Il convient néanmoins que les futurs lanceurs soient conçus de manière à pouvoir utiliser cette possibilité quand elle sera disponible.
La NASA a l'habitude de concevoir des engins aux performances optimales pour les coûts de développement les plus faibles possibles : il en résulte des coûts opérationnels élevés et des difficultés à faire évoluer ces engins. Une modification de cette culture est souhaitable.
Il est nécessaire de mettre au point des moteurs capables de redémarrer après un arrêt de plusieurs semaines ou mois pour pratiquement toutes les missions au-delà de l'orbite basse.

### Lancement d'équipages en orbite basse[9]
Il est important de maintenir la capacité des États-Unis à lancer des équipages en orbite. Dans le futur, cette prestation pourra être assurée par la NASA, des opérateurs privés ou une combinaison des deux.
Le lancement d'équipages par des opérateurs commerciaux est envisageable. Bien que cela présente certains risques, on pourrait ainsi disposer d'une alternative au développement de la NASA moins coûteuse et disponible plus tôt. Il est nécessaire de lancer une nouvelle compétition pour couvrir ce besoin, assortie d'incitations financières adaptées ce qui permettrait à la NASA de se concentrer sur ses rôles cruciaux dans le programme spatial habité au-delà de l'orbite basse sur la base du vaisseau Orion actuel ou éventuellement adapté.
La NASA a défini de nouvelles normes de sécurité applicables aux engins spatiaux transportant un équipage. Il serait profitable que la NASA applique ces critères à tous les nouveaux engins qu'elle développe afin de disposer d'alternatives si une révision de la stratégie nécessitait de recourir à d'autres engins que ceux prévus initialement.
L'exploration spatiale habitée est par définition une activité risquée. La NASA doit intégrer la sécurité dans la conception de ses engins mais elle ne doit pas en faire le critère dominant.

### Missions au-delà de l'orbite basse[10]
Le programme spatial habité américain au-delà de l'orbite terrestre basse n'est pas viable dans les conditions budgétaires actuelles.
Un programme significatif peut être mis en place à condition d'accroître le budget annuel consacré au programme spatial habité de 3 milliards de dollars.
Cette augmentation budgétaire permettrait, au choix, d'entamer l'exploration de la Lune (Moon First) ou de lancer des missions vers les différents objectifs regroupés intitulé « Flexible Path » (orbite lunaire, points de Lagrange, lunes de Mars, orbite martienne, survol géocroiseur). Ces deux objectifs peuvent produire des résultats valables à une échéance raisonnable.

### Développements technologiques[11]
L'investissement dans des recherches technologiques spatiales bien choisies joue un rôle critique pour la réussite du programme spatial habité. Ces investissements auront des retombées dans le domaine de l'exploration spatiale robotique, pour l'industrie, la recherche et les autres agences spatiales américaines.

### Partenariats[12]
Les États-Unis ont la possibilité de diriger un nouveau programme international. Si les partenaires sont impliqués activement, cela peut avoir des retombées positives en manière de politique étrangère et permettre de disposer de plus de ressources financières.
Il est souhaitable qu'une plus grande synergie soit recherchée entre les activités de l'espace civil et militaire, par exemple dans le domaine des composants électroniques et des lanceurs lourds.

### Observations[13]
Le budget de la NASA doit être en adéquation avec les objectifs assignés. La NASA doit pouvoir se réorganiser dans la mesure où elle maintient les capacités relevant de l'intérêt national.
Le programme d'exploration robotique et le vol spatial habité ne s'excluent pas mais, au contraire, présentent des synergies.
Le directeur de la NASA et les responsables des projets doivent disposer d'une plus grande autonomie concernant la gestion de leurs ressources et de leurs fonds.
Au cours de la dernière décennie, la NASA a dépensé 80 % des fonds alloués durant la décennie du programme Apollo (en dollars constants). Les coûts de structures élevés et les changements de stratégie ont notamment abouti à un retour sur investissement non optimal.
La NASA dispose d'équipes techniquement pointues dont les capacités doivent être utilisées en priorité dans la mise au point de nouvelles technologies, architectures, supervision de systèmes et d'opérations.
Les coûts fixes de la NASA sont importants ce qui démultiplie les conséquences des réductions budgétaires sur la réalisation des programmes.
La NASA dispose aujourd'hui d'un budget qui lui permet soit de développer un nouveau système soit de faire fonctionner un système existant. Mais elle n'a pas la capacité financière de faire les deux.
La NASA doit utiliser la capacité que lui donne le « Space Act » (budget de la NASA), de faire appel à des prestataires privés en leur confiant des taches et responsabilités à la mesure de leurs capacités.

## Suite donnée au rapport de la commission Augustine
Le président Barack Obama annonce le 1er février 2010 qu'il va proposer l'annulation du programme Constellation en avançant trois motifs : un budget en dépassement, le retard pris sur les échéances et l'absence d'innovations intégrées dans le projet. Le budget libéré par l'arrêt du programme, complété par une enveloppe de 6 milliards $, est ventilé entre différentes activités de la NASA. Il s'agit principalement du développement de nouvelles technologies spatiales, de l'extension de la durée de vie de la Station spatiale internationale de 2015 à 2020, et de la réalisation de nouvelles sondes automatiques d'exploration du système solaire. Ces fonds doivent également permettre de reconstruire le satellite Orbiting Carbon Observatory, perdu le 24 février 2009, et de stimuler la prise en charge des programmes spatiaux par l'industrie privée,.